# 島野修
島野 修（しまの おさむ、1950年6月2日 - 2010年5月8日）は、神奈川県横浜市出身のプロ野球選手（投手、右投右打）、スーツアクター。
1981年から1998年の18年間に渡り、阪急ブレーブス→オリックス・ブレーブス→オリックス・ブルーウェーブ球団マスコット「ブレービー」→「ネッピー」のスーツアクターとして活躍した。1976年から1978年の登録名は島野 修一。
実弟である島野直幸は東芝小向（現・川崎ブレイブサンダース）の元バスケットボール選手。

## 経歴・人物

### アマチュア時代
中学から野球を始める。この頃すでに、前任校で柴田勲を育てた実績のある教師が素質を認めていた。島野は家が裕福ではなかったため新聞配達のアルバイトをしており、特待生なら授業料が免除されるという理由で神奈川の強豪、武相高校に進学した。1967年、2年の夏の県大会ではエースとして6試合に登板し4完封、決勝で日大高を降し、甲子園に出場。1回戦では若狭の乗替寿好投手との投げ合いを制し、被安打2奪三振12で勝利。しかし2回戦では土佐の萩野友康投手に完封負けを喫する。翌年春の関東地区大会では4試合で33回を投げ自責点1、夏の県予選でも6試合で奪三振55、防御率0.37の成績をあげる。また準々決勝では市川崎工を相手にノーヒットノーランを達成し、決勝で鎌倉学園に完封勝ちした時にはナインから胴上げされた。しかし夏の甲子園では、初戦（2回戦）で、この大会に準優勝した広陵の宇根洋介投手に抑えられ敗退している。
1968年のドラフト会議では、指名順が先だった阪神タイガースが読売ジャイアンツ（以下、巨人）入りを希望していた田淵幸一を1位指名。巨人は田淵が他球団に指名された場合は星野仙一を指名する予定だったが、当時の巨人は投手陣が充実していたため「即戦力より素質のある高校生を」との川上哲治監督の希望により島野を急遽指名した。巨人から指名挨拶を受けるなど、巨人入りを確信していた星野は「ホシとシマを間違えたんじゃないのか」と嘆いたとされる。星野は中日ドラゴンズに1位指名された。島野は当時としては破格の契約金1,500万円、年俸180万円で巨人に入団する。

### プロ野球選手時代
巨人入団後は故障に悩み（元々高校時代の投げすぎで、肩を痛めてしまっていた）3年目の1971年にプロ初登板初勝利を挙げるが、それ以降は敗戦処理が多くなる。1974年には、長嶋茂雄の引退試合となった10月14日の最終戦で2番手として登板し（先発は高橋善正、3番手は横山忠夫）、秋のニューヨーク・メッツとの親善試合では2勝を挙げ、翌年春にベロビーチで行われたオープン戦ではアトランタ・ブレーブスを完封。これが就任したばかりの長嶋監督の目に留まり開幕3戦目の先発に抜擢され、しばらく先発ローテーションの一角を担うが、結果が残せなかった。
1976年に水谷孝との交換トレードで阪急ブレーブスに移籍したが在籍3年間で1軍登板はなく、1978年に現役を引退した。

### マスコット時代
引退後1年間は打撃投手として阪急に残ったが退団。その後、芦屋市でスナックを営んでいたが1980年秋に阪急の球団職員が島野を訪ねフィリーズのマスコット「フィリー・ファナティック」を例にあげて球団マスコット（着ぐるみ）役への就任要請をする。マスコット導入にあたり、島野の宴席での明るさを覚えていた幹部が、適役だと判断しオファーした。後日球団事務所を訪れたところ、メジャーリーグ各球団のマスコットの活躍、特にサンディエゴ・パドレスの「フェイマスチキン」のパフォーマンスをビデオで見せられる。さらにファンサービス担当者の「野球を知っていないとできない仕事だよ」との言葉や、山田久志から「マウンドでいい思い出を残せなかったが今までにない新しい足跡を残せる」「シマちゃん（島野）のぬいぐるみに勝利を祝ってもらえるよう頑張る」と後押しされ、「お客さんが少しでも増えるなら」と要請に応えた。
人形劇団などで特訓し、1981年4月11日の西宮球場でブレービーはデビュー。たちまち人気者となり、阪急電車のホームや車両先頭などにイラストが使われるようになる。ところが1ヶ月後、東京新聞に「ぬいぐるみ着てグラウンドに帰った男の夢」、「島野修投手（巨人－阪急）の野球人生」、「いま『道化』でエースに」という見出しの記事が掲載された。東京新聞の記事は「巨人のドラフト1位の期待を裏切った選手の“転落”ぶり」を伝えようという、ネガティブなスタンスであった。さらに、シーズン終了後の11月には、巨人の親会社・読売新聞の紙面にて「ドラフトの星 人生流転」、「ファンのため“道化役” プライドは心の中に…」といった類同する記事を掲載。以降、西宮球場では島野の姿を嘲るヤジが投げつけられるようになった。
思い悩んだ島野が試合後球場近くの食堂で飲んでいた際、「ブレービーがめちゃくちゃ面白かった」、「またブレービーを見たいから球場に連れて行って」と親にせがむ子供の声を聞き、迷いが吹っ切れた。それ以降、ファンを楽しませるパフォーマンスを愚直に演じ続け、広く愛されることとなる。
1989年、球団が阪急からオリックスへ譲渡され、1991年には球団愛称がブルーウェーブへ変更。それに伴いマスコットもブレービーから「ネッピー」となったが、新たな本拠地であるグリーンスタジアム神戸でも引き続きスーツアクターを務めた。1996年6月15日、札幌・円山球場で行われたロッテ戦で1,000試合出場を達成し、イチローから祝辞を受けている。
スーツアクターは重さ10キロ以上の衣装を身に着けながら様々なパフォーマンスを行うため大変な重労働で、夏場は1試合で体重が3キロ減ることもあったという。日当は三万円だった。また激しいパフォーマンスにより怪我も絶えず、なかでも1993年7月21日に神戸で初のオールスター戦が行われた際、バギーカーを運転しながら踏み台をジャンプするアトラクションで転倒し、肋骨を3本折るアクシデントに見舞われた。寝返りも打てないほどであったが、後半戦ではコルセットを3枚巻き、痛みの少ない左手の動きを強調して出場し続けた。
身体の動きが悪くなったため1998年シーズン終了と共にネッピーのスーツアクターを引退。在籍中の主催試合1,175試合を皆勤で演じるなど、日本球界の球団マスコット演技者の草分けとなった。
スーツアクター引退後も引き続きオリックスに球団職員として残留し、野球教室やコミュニティー活動などを担当していたが、2004年3月31日に病気療養のため退職。
2010年5月8日、脳出血のため西宮市内の病院で死去。満59歳没。島野が死去した2010年を最後にオリックスはマスコットの変更を発表、ネッピーも勇退することになった。

## 詳細情報

### 年度別投手成績
| 年 度     | 球 団     | 登 板 | 先 発 | 完 投 | 完 封 | 無 四 球 | 勝 利 | 敗 戦 | セ 丨 ブ | ホ 丨 ル ド | 勝 率 | 打 者 | 投 球 回 | 被 安 打 | 被 本 塁 打 | 与 四 球 | 敬 遠 | 与 死 球 | 奪 三 振 | 暴 投 | ボ 丨 ク | 失 点 | 自 責 点 | 防 御 率 | W H I P |
| --------- | --------- | ----- | ----- | ----- | ----- | -------- | ----- | ----- | -------- | ----------- | ----- | ----- | -------- | -------- | ----------- | -------- | ----- | -------- | -------- | ----- | -------- | ----- | -------- | -------- | ------- |
| 1971      | 巨人      | 1     | 0     | 0     | 0     | 0        | 1     | 0     | --       | --          | 1.000 | 18    | 4.0      | 5        | 0           | 1        | 0     | 0        | 1        | 1     | 0        | 2     | 2        | 4.50     | 1.50    |
| 1973      | 巨人      | 9     | 1     | 0     | 0     | 0        | 0     | 1     | --       | --          | .000  | 71    | 16.0     | 14       | 1           | 9        | 0     | 0        | 12       | 2     | 0        | 8     | 5        | 2.81     | 1.44    |
| 1974      | 巨人      | 1     | 0     | 0     | 0     | 0        | 0     | 0     | 0        | --          | ----  | 4     | 1.0      | 0        | 0           | 1        | 0     | 0        | 1        | 0     | 0        | 0     | 0        | 0.00     | 1.00    |
| 1975      | 巨人      | 13    | 7     | 1     | 0     | 0        | 0     | 3     | 0        | --          | .000  | 167   | 36.1     | 52       | 9           | 11       | 1     | 1        | 9        | 0     | 0        | 26    | 25       | 6.25     | 1.73    |
| 通算：4年 | 通算：4年 | 24    | 8     | 1     | 0     | 0        | 1     | 4     | 0        | --          | .200  | 260   | 57.1     | 71       | 10          | 22       | 1     | 1        | 23       | 3     | 0        | 36    | 32       | 5.05     | 1.62    |

### 記録
- 初登板・初勝利：1971年9月29日、対広島東洋カープ26回戦（後楽園球場）、3回表に2番手で救援登板、4回2失点

### 背番号
- 22 （1969年 - 1975年）
- 15 （1976年）
- 23 （1977年）
- 56 （1978年）
- 86 （1979年）

### 登録名
- 島野 修 （1969年 - 1975年）
- 島野 修一 （1976年 - 1978年）

## 関連書籍
- ブレービーとネッピーを演じた島野を主人公にした物語が、児童書『それゆけネッピー! プロ野球マスコットにかけたゆめ』（花木聡・作、西村緋祿司・絵、1997年、くもん出版、ISBN 477430140X）として出版されている。

## 参考資料
- ベースボールマガジン社『週刊ベースボール』2008年9月22日号 「ブレービー物語 プロ野球マスコットにかけた夢」32-33ページ
- 『ドラフト1位 9人の光と影』（澤宮優著 河出書房新社 2008年刊）島野の人生を綴った最後のロングインタビューを収録。